# احمدرضا
احمدرضا از نامهای ترکیبی عربی مردانه در ایران است و شاید به یکی از این افراد اشاره کند:
- احمدرضا شفیعی جم بازیگر و کارگردان اهل ایران
- احمدرضا دستغیب
- سید احمدرضا دستغیب نماینده مردم شیراز در مجلس شورای اسلامی
- احمدرضا رادان از فرماندهان نیروی انتظامی جمهوری اسلامی ایران
- احمدرضا پوردستان از فرماندهان ارتش جمهوری اسلامی ایران
- احمدرضا احمدی
- احمدرضا درویش کارگردان اهل ایران
- احمدرضا پهلوی دومین فرزند رضاشاه
- احمدرضا عابدزاده دروازه‌بان فوتبال اهل ایران
- احمدرضا زنده‌روح بازیکن فوتبال
- احمدرضا طالبیان قایقران حاضر در المپیک ۲۰۱۲ لندن
- احمدرضا نبی زاده خواننده و آهنگساز ایرانی
- احمدرضا اسعدی بازیگر